# Vioolconcert nr. 2 (Sinding)
Vioolconcert nr. 2 is een vioolconcert van de Noorse componist Christian Sinding voltooid in 1901.
Sinding schreef toch voornamelijk liederen, maar een van zijn populairste werken toen was zijn Vioolconcert nr. 1. Zijn muziekuitgeverij Wilhelm Hansen kon al snel 40 uitvoeringen boeken en zijn Duitse uitgeverij Peters Verlag zag een vervolg wel zitten. Amper drie jaar nadat zijn eerste vioolconcert in première was gegaan, werd zijn tweede al uitgevoerd. Degene die op 20 oktober 1901 mocht soleren, was Henri Marteau, een violist die het eerste vioolconcert bewonderde, speelde en bewondering oogstte. Josef Řebíček leidde het orkest in Berlijn. De pers was verdeeld over het werk. Ze vonden het mooi maar weinig vernieuwend.
Het vioolconcert bestaat uit drie delen in afnemende lengte:
- Allegro non troppo (circa 15 minuten)
- Andante (circa 10 minuten)
- Finale. Allegro (circa 7 minuten).

Wat opvalt aan het werk is dat Sinding de techniek en virtuositeit heeft ingeruild voor lange lyrische melodielijnen. De structuur van een concert lijkt eveneens afwezig. Het zijn drie zelfstandige delen, die in een concerto beland zijn.
Sinding schreef zijn twee vioolconcert voor:
- solist
- 2 dwarsfluiten, 2 hobo's, 2 klarinetten, 2 fagotten
- 2 hoorns, 2 trompetten
- pauken, 1 harp,
- violen (8 eerste, 7 tweede), 6 altviolen, 5 celli, 4 contrabassen

## Discografie
In 2013 behoort het werk in de categorie "werken in vergetelheid":
- Uitgave CPO Records: Andrej Bielaw met het Sinfonieorchester des Norddeutschen Rundfunks o.l.v. Frank Beermann